# Kalinkavitski rajon
Kalinkavitski rajon (ryska: Калинковичский район, vitryska: Калінкавіцкі раён) är ett distrikt i Belarus.   Det ligger i voblasten Homels voblast, i den centrala delen av landet, 220 km sydost om huvudstaden Minsk.